# Kacgae
Kacgae is een dorp in het district Ghanzi in Botswana. De plaats telt 634 inwoners (2011).